# Театр Сарсуэла
Театр «Сарсуэла» (исп. Teatro de la Zarzuela) — музыкальный театр в Мадриде, расположенный по адресу улице Ховельянос, 4, в районе Юстиции. Основанный  в 1856 году и несколько раз реформированный, был объявлен Национальным памятником и в 1998 году внесен в список культурного наследия Мадрида. Театр является центром художественного творчества Национального института (INAEM), основной задачей которого является восстановление, сохранение и распространение испанского лирического жанра сарсуэлы, у себя, и по всему миру во всей своей полноте творческого разнообразия.

## История

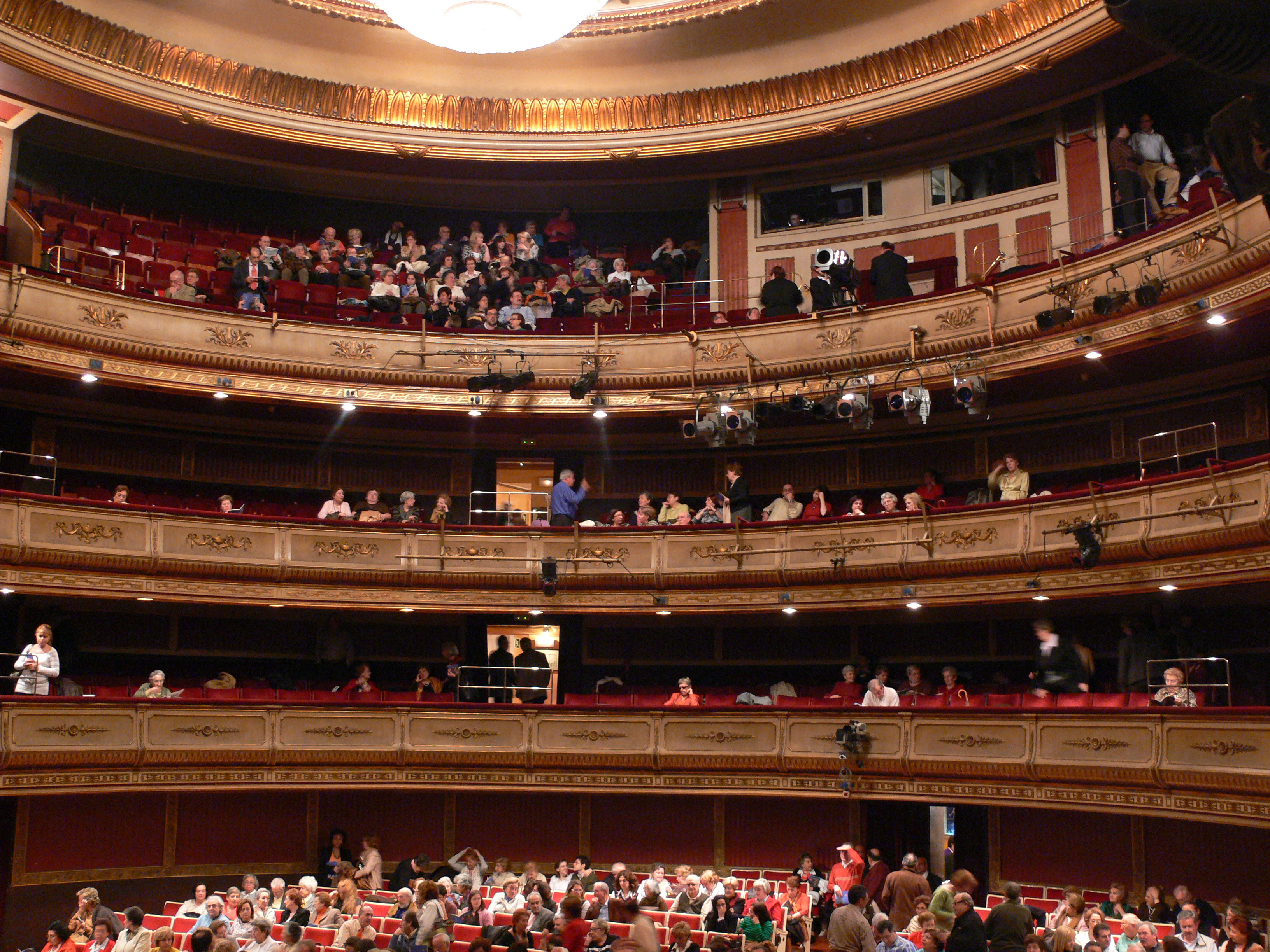
Театр Сарсуэла. Зрительный зал

Этот театр был открыт 10 октября 1856 года, по случаю дня рождения королевы Изабелы II, по инициативе авторов испанской лирики, с целью иметь собственное пространство для постановок и популяризации сарсуэлы. Создателями театра выступили авторы Франциско Асенхо Барбьери, Хоакин Гастамбиде, Рафаэль Эрнандо, Хосе Инсенга, Франсиско Салас, Луис Олона и Кристобаль Удрид, при финансировании банкира Франсиско де лас Риваса. Работы были поручены архитектору  Херониму де ла Гандаре, хотя выполнил их Хосе Мария Гуальярт, в стиле неоренессанс, взяв за образец театр Ла Скала в Милане. Зал рассчитан на 1242 зрительских места и имеет форму подковы с тремя ярусами.
Во второй половине XIX века театр стал культовым местом, в нем ставились многоактовые сарсуэлы, и давались громкие премьеры.  Пожаром 9 ноября 1909 года здание театра было практически уничтожено. В 1913 году театр был  восстановлен, по проекту архитектора Цезаря Ипадьера в котором он использовал больше металлических конструкций вместо деревянных. В 1914 году композитор Пабло Луна Карне вновь поднял занавес сцены открыв его своим концертом.
В 1955 году, являясь собственностью наследников композитора Рафаэля Кальехо Гомеса и промышленника Мануэля дель Рио Бегноечеа, театр был продан  Генеральному обществу авторов Испании, в нем была произведена вторая реконструкция, в котором здание утратило свой изначальный фасад и внутренний интерьер. В 1956 году к сотому юбилею театра была поставлена сарсуэла “Донья Фрацискита”. В 1963 году театр стал собственностью государства, а в 1984 году Министерство культуры расширило спектр мероприятий в театре ( помимо сарсуэлы и оперы) добавив танец и фламенко. 
В начале девяностых здание театра было объявлено Национальным памятником и в 1998 году завершилась третья реконструкция в котором восстановили большую часть первоначального фасада здания. В театре ставятся произведения, относящиеся исключительно к жанру испанской лирики. 
В 2018 году должно было произойти объединение с Королевским театром Мадрида для создания единого большого лирического центра в Мадриде. Таким образом сцена Театра сарсуэлы стала бы второй сценой Королевского театра. После нескольких забастовок работников Театра сасруэлы и Национального института исполнительских искусств и музыки (INAEM) проект слияния двух театров был отклонён Министерством культуры.

## Оркестр и хор
С 1998 года Мадридский оркестр является оркестром театра. Кроме того в Театре сарсуэлы есть свой собственных хор, которым руководит Антонио Фауро с 1994 года.

## Спектакли
В театре помимо лирического исполнения, есть цикл программ Notas Ambigú и Ciclo de Lied для сольного вокального исполнения и аккомпанирования под фортепиано. Также заслуживает внимание образовательные проекты Proyecto Zarza для подростков, целью которого является приблизить сарсуэлу к молодежи посредством адаптации классических произведений.